# Santo Antônio Futebol Clube
Maillots
Le Santo Antônio Futebol Clube était un club brésilien de football basé à Vitória dans l'État de l'Espírito Santo.

## Palmarès
- Championnat de l'Espírito Santo :
  - Champion : 1931, 1953, 1954, 1955, 1960, 1961